# Forte de Santa Bárbara
O Forte de Santa Bárbara localizava-se em frente à cachoeira no arroio Santa Bárbara, afluente da margem direita do rio Vacacaí, no estado brasileiro do Rio Grande do Sul.

## História
Constituiu-se numa fortificação erguida na segunda metade do século XVIII por tropas espanholas, artilhada com cinco peças e guarnecida por um efetivo de quinhentos homens e muitos indígenas, sob o comando do coronel D. António Catani.
Foi assaltado e conquistado por forças portuguesas baseadas do Forte Jesus, Maria, José do Rio Pardo, para onde removeram a artilharia apresada (SOUZA, 1885:132-133).